# Portulaca
Portulaca es un género de plantas, el género tipo de la  familia Portulacaceae, comprendiendo entre 40 y 100 especies que se encuentran en los trópicos y regiones templadas.
La  verdolaga (Portulaca oleracea L.) es una planta comestible, aunque en algunas áreas se la considera una maleza.  
Algunas especies de  Portulaca son alimento de larvas de algunas especies de Lepidoptera incluyendo a la polilla Discestra trifolii.

## Especies selectas
- Portulaca amilis verdolaga paraguaya
- Portulaca andicola
- Portulaca biloba verdolaga cubana
- Portulaca boliviensis
- Portulaca caulerpoides verdolaga de Puerto Rico
- Portulaca cryptopetala
- Portulaca elatior
- Portulaca elongata
- Portulaca eruca
- Portulaca fluvialis
- Portulaca fragilis
- Portulaca gilliesii
- Portulaca gracilis
- Portulaca grandiflora verdolaga de flor

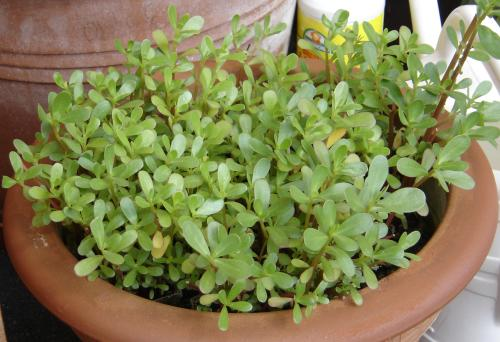
Cultivar de verdolaga

- Portulaca halimoides verdolaga hilo de algodón
- Portulaca insularis
- Portulaca lanuginosa
- Portulaca longiusculotuberculata
- Portulaca lutea verdolaga amarilla
- Portulaca molokiniensis Hobdy Ihi
- Portulaca mucronata
- Portulaca oleracea verdolaga
- Portulaca papulosa
- Portulaca pedicellata
- Portulaca perennis
- Portulaca pilosa - verdolaga peluda
- Portulaca psammotropha
- Portulaca quadrifida
- Portulaca rotundifolia
- Portulaca rubricaulis mañanita de monte
- Portulaca sclerocarpa A.Gray 'Ihi Makole
- Portulaca smallii verdolaga enana
- Portulaca suffrutescens
- Portulaca teretifolia
- Portulaca umbraticola
- Portulaca villosa Cham.